# Романа (ім'я)
Романа, Романна, Романія (лат. Romani ← грец. Ρωμαϊκός — римлянка, римська) — жіноче ім'я, є похідним від чоловічого імені Роман.

## Форми
- Розмовні та зменшувальні форми: Ро́ма, Ро́мка, Ро́мця, Рома́нка, Рома́нонька, Рома́ночка, Рома́ня, Рома́ся, Рома́ська, Рома́шка, Рому́ся, Рому́лька та ін.[1]
- По батькові: Рома́нівна.

## У культурі
- «Арівідерчі, Рома» — пісня гурту «Брати Гадюкіни».
- Романа● — персонаж британського науково-фантастичного телесеріалу компанії BBC.

## Іменини
Романа іменини святкує: 23 лютого.

## Видатні особи
- Романа Дікко — французька дзюдоїстка, чемпіонка та бронзова призерка Олімпійських ігор 2020 року
- Романа Кобальчинська — українська етнографка та мистецтвознавиця, фахівчиня музейної справи, заслужений працівник культури України.
- Романа Лобункова — чеська велоспортсменка.
- Романа Панич — сербська співачка.
- Романа Табак — словацька тенісистка.
- Романа Теджакусума — індонезійська тенісистка.
- Романа Шремпф — австрійська біатлоністка.